# Jacqueline Cochran
Pour les articles homonymes, voir Cochran.
Jacqueline Cochran, née le 11 mai 1906 à Pensacola en Floride et morte le 8 août 1980 à Indio en Californie, est une aviatrice américaine, pionnière de l'aviation.

## Biographie

### Famille et enfance
Jacqueline Cochran nait le 11 mai 1906 à Pensacola en Floride. Enfant abandonnée à sa naissance, on ne connaît pas avec précision sa date de naissance. Elle passe une jeunesse difficile en Louisiane, dans une cabane sur pilotis, ce qu'elle appelle son « existence de castor ». Elle est recueillie au sein d'une famille de fermiers démunis, mais se révèle très tôt une enfant autodidacte douée. Elle se lance sur les routes du Sud, en quête d'une meilleure situation. Elle progresse en orthographe en « consultant les panneaux indicateurs » et s'instruit en lisant journaux et dictionnaires. Pauvre, livrée à elle-même, elle travaille dans une usine de textile pour un maigre salaire, se fait embaucher dans un salon de coiffure, et à force de travail, arrive à New York où elle ouvre un cabinet d'esthéticienne. Mais son rêve, c'est de voler.

### Aviatrice
Elle aborde l'aviation à 25 ans et commence par un atterrissage forcé lors de son premier vol en solo, à la suite d'une défaillance du moteur. Un an plus tard, elle se lance dans la compétition et participe à sa première course à Roosevelt Field à Long Island. En 1934, elle pilote un biplace Gee Bee et participe à la course MacRobertson entre l'Angleterre et l'Australie. Elle est malheureusement contrainte d'abandonner en Roumanie.
En 1938, elle gagne la transaméricaine Los Angeles - Cleveland puis le trophée Bendix. Le 6 avril 1940, aux commandes d'un Republic P-35, elle bat le record de vitesse détenu par la Française Hélène Boucher. Pendant la Seconde Guerre mondiale, elle crée et commande le corps des Women Airforce Service Pilots (WASP) et démontre à plusieurs reprises ses qualités de grande aviatrice. Elle est la première femme à traverser l'Atlantique Nord aux commandes d'un bombardier. Elle effectue de nombreux convoyages d'appareils militaires très divers, tels le North American P-51 Mustang, le chasseur le plus nerveux de l'époque.
Entre 1947 et 1951, elle bat onze nouveaux records. Son mari Floyd Odlum (en), homme d'affaires prospère, est l'un des principaux actionnaires du constructeur Canadair qui produit le North American F86 Sabre. Elle fait appel à Chuck Yeager, premier homme à avoir franchi le mur du son, pour la conseiller.
Jacqueline Cochran continue à battre six records aux commandes de son Sabre ; elle atteint 1 049 km/h le 18 mai 1953. Elle bat ainsi le record de vitesse alors détenu par sa rivale, la Française Jacqueline Auriol.
Vice-présidente de la Fédération aéronautique internationale (FIA), elle parvient à faire supprimer les records féminins. Cette décision est annoncée le 20 mai 1955 pour une entrée en vigueur le 1er juin. C'est dix jours de trop car Jacqueline Auriol, piquée au vif, parvient à obtenir du Centre d'essais en vol de disposer d'un Dassault Mystère IV-N pour une dernière tentative. Le 27, par une météo peu favorable (plafond bas et mauvaise visibilité), elle porte le record à 1 151 km/h. La FIA décide alors d'annuler la suppression des records féminins et Jacqueline Cochran fait même une demande au gouvernement français pour disposer d'un Mystère-IV-B, ce qui lui sera refusé.
En 1961, elle pilote un Northrop T-38 Talon et bat huit nouveaux records. Le 22 avril 1962, sur le Lockheed JetStar Scarlette O'Hara, elle vole de La Nouvelle-Orléans à Bonn, avec escales à l'aéroport international de Gander, à l'aéroport de Shannon et chronométrage officiel sur neuf aéroports, notamment Londres et Paris.
En 1964, à 57 ans, elle réalise sa meilleure performance aux commandes d'un Lockheed F-104 Starfighter TF-104G ; elle bat le record de vitesse en franchissant 2 095 km/h.
Elle arrête la compétition et se lance dans la politique en se présentant à des élections sénatoriales mais n'est pas élue. Elle meurt le 8 août 1980 à Indio en Californie, où elle habitait.

## Autobiographies
- (en-US) The Stars At Noon, Arno Press, 1954, rééd. 2002, 274 p. (ISBN 9780405121562),
- (en-US) co-écrit avec  Maryann Bucknum Brinley, Jackie Cochran: An Autobiography, New York, Bantam Books, 1er juillet 1987, 420 p. (ISBN 9780553052114, lire en ligne),

## Distinctions

### Décorations
En 1945, Jacqueline Cochran reçoit l'Army Distinguished Service Medal.

### Hommages
Jacqueline Cochran est nommée présidente de la Commission nationale de l’aéronautique et admise en 1971 au sein du musée le National Aviation Hall of Fame, première femme vivante ainsi distinguée, puis en 1993 au National Women's Hall of Fame.
Le cratère vénusien Cochran (it) est nommé en son honneur.

### Note
1. ↑  Cette médaille est décernée à toute personne qui aura servi dans les forces armées des États-Unis d'Amérique et qui s'est distinguée par des états de service dont le mérite et l'importance pour le gouvernement fédéral des États-Unis auront été exceptionnels.